# Rino Corso Fougier
Rino Corso Fougier (* 14. November 1894 in Bastia auf Korsika; † 24. April 1963 in Rom) war ein italienischer Luftwaffenoffizier und von 1941 bis 1943 Oberbefehlshaber der italienische Luftwaffe.

## Militärische Laufbahn
Fougier diente zunächst als Bersaglierioffizier im italienischen Heer und nahm bis 1916 als Zugführer am Ersten Weltkrieg teil. Im Juli 1916 begann er eine Pilotenausbildung und kämpfte ab 1917 bei verschiedenen Staffeln. Als Pilot erhielt er zwei hohe Auszeichnungen. 1921 wurde er Staffelkapitän und Fluglehrer. 1930 gründete er in Campoformido bei Udine die erste italienische Kunstflugschule, aus der bald darauf die Frecce Tricolori hervorgingen. Nach Gründung der italienischen Luftwaffe trat er in die neue Teilstreitkraft über, wo er von 1928 bis 1933 das 1. Jagdgeschwader kommandierte. Nach einem kurzen Zwischenspiel an der Spitze der 3. Fliegerbrigade diente er von 1935 bis 1937 in Nord- und Ostafrika sowie in Spanien. Nach seiner Rückkehr nach Italien leitete er den Ausbildungsbereich der Luftwaffe, danach das 3. Fliegerkorps (3ª squadra aerea) in Rom und das 1. Fliegerkorps in Mailand. 1940–41 nahm er als Kommandant des in Belgien stationierten Corpo Aereo Italiano an der Luftschlacht um England teil. Am 15. November 1941 übernahm er von General Francesco Pricolo das Amt des Stabschefs der Luftwaffe, an deren Spitze er bis zum Ende des faschistischen Regimes blieb. Nach 1943 zog er sich ins Zivilleben zurück.
Er wurde mit zahlreichen Orden ausgezeichnet. Im Januar 1943 bekam er ein Deutsches Kreuz in Gold.